# Arzano

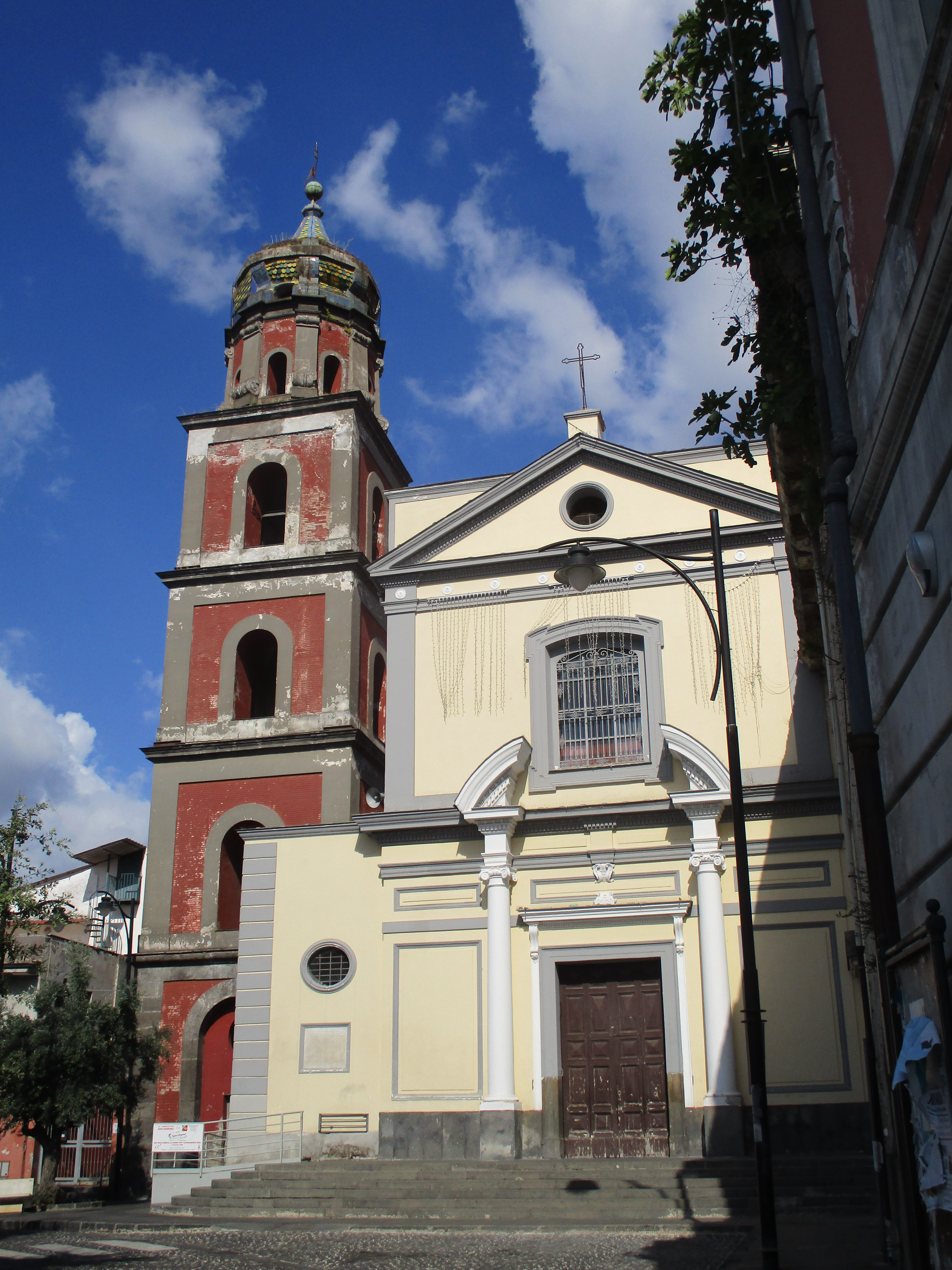
La Parrocchiale di Sant'Agrippino (1753) sulla sinistra il Campanile Seicentesco (1850)

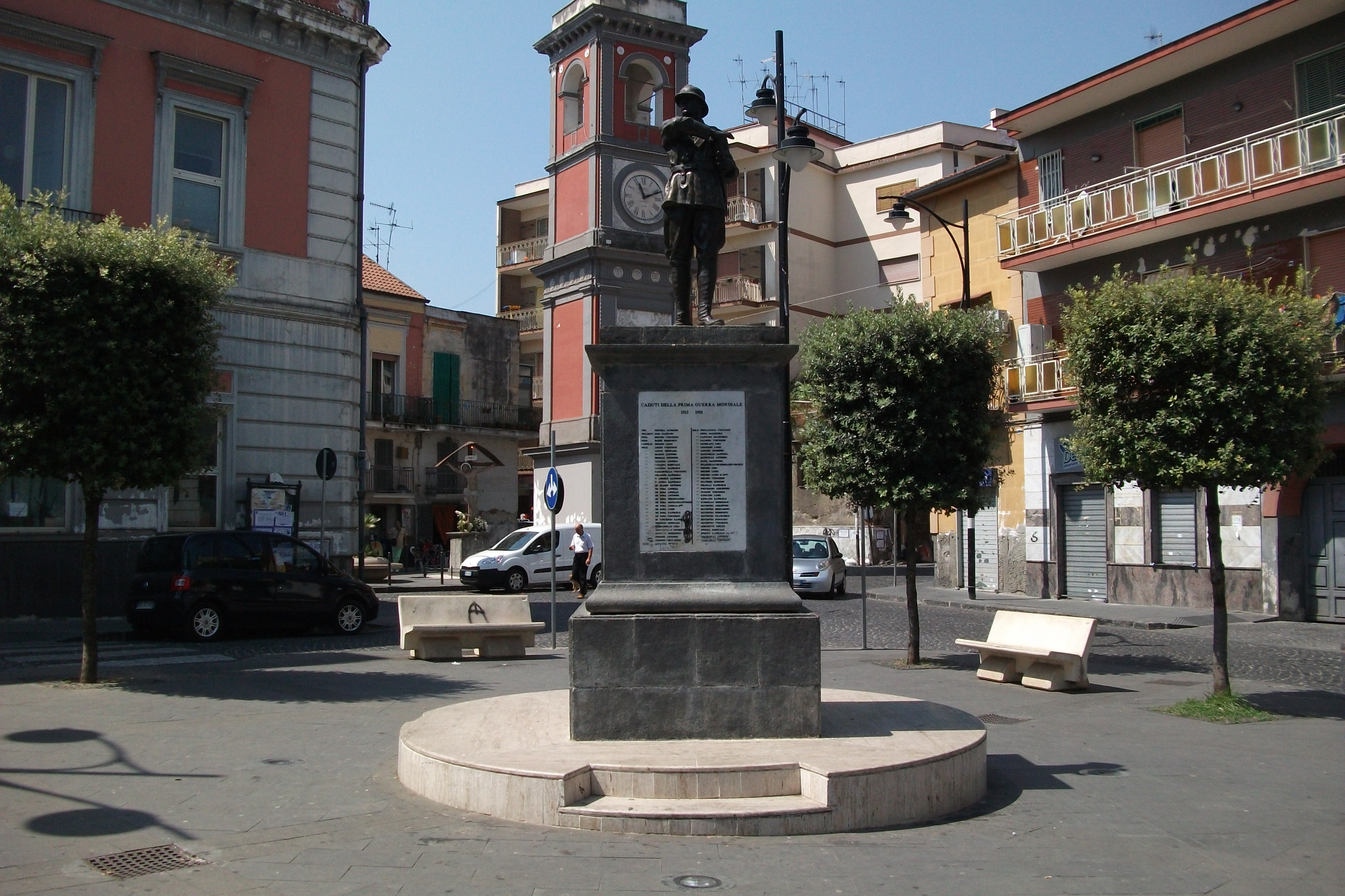
Monumento al Milite Ignoto

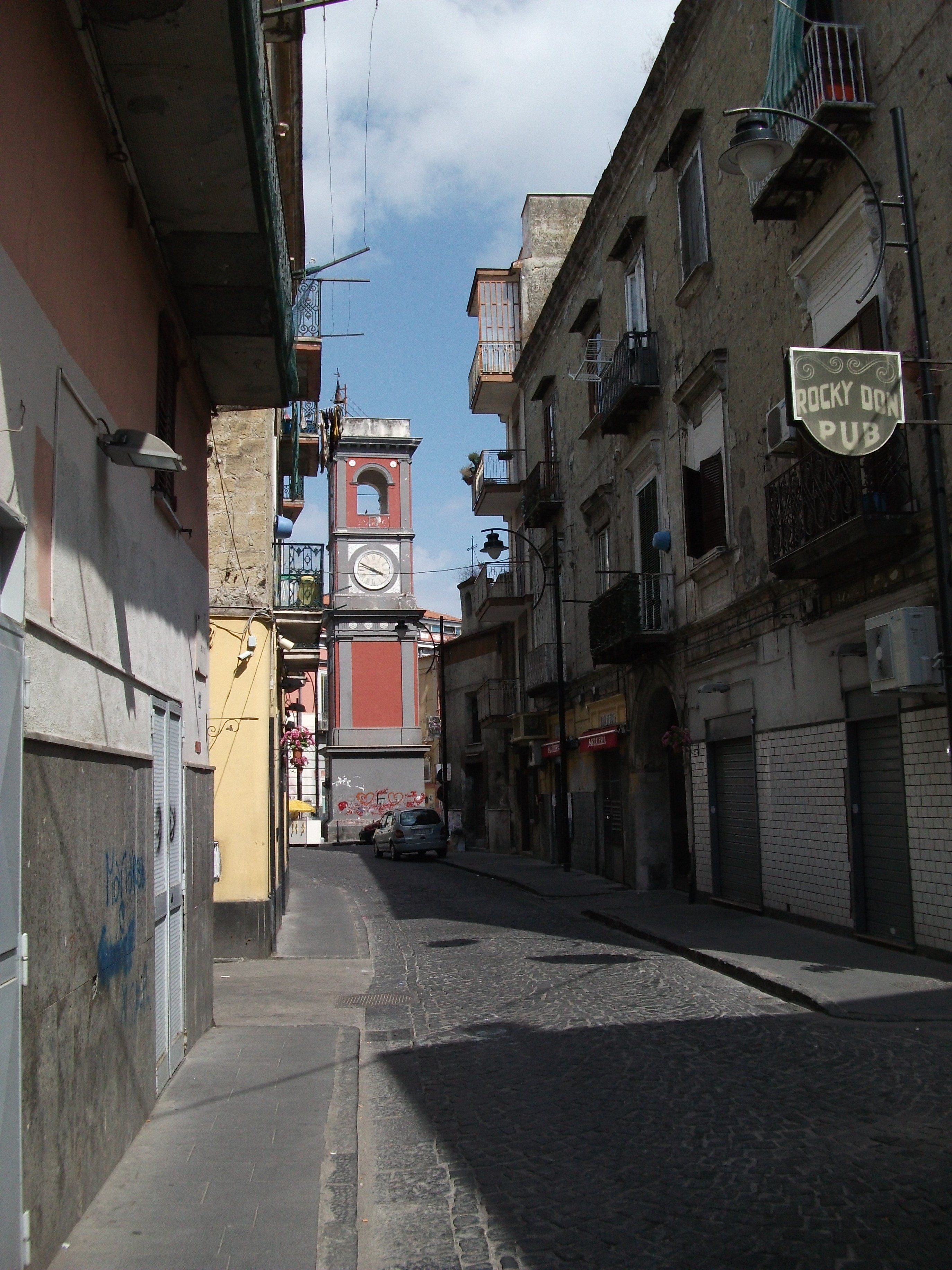
Centro Storico di Arzano, sullo sfondo la Torre Dell'Orologio (1843)

Arzano è un comune italiano di 31 686 abitanti della città metropolitana di Napoli in Campania.

## Geografia fisica
Arzano è parte dell'agro atellano, territorio storico-culturale compreso tra la sponda meridionale del fiume Clanio a nord, l'agro aversano e il giuglianese a ovest, l'agro acerrano a est e le colline flegree di Napoli a sud. Insieme a Secondigliano, Casavatore e Casoria riveste il ruolo di cerniera tra l'agro atellano e Napoli.
Sorge 74 m s.l.m ed ha una superficie di 4.7 km² suddivisi in 0.2 km² di terreni agricoli, 0.3 km² per il centro storico, 1.3 km² industrie, 2.9 km² edilizia residenziale recente e nessuna area boschiva.
Il territorio è interamente pianeggiante, situato nella pianura campana centrale, alle pendici dell'apparato vulcanico flegreo, dove anticamente dovevano confluire corsi d'acqua sia dalle colline flegree che dall'appennino, probabilmente emissari del Clanio e del Bellaria che defluivano sia verso il Lamia e dunque verso la valle del Sebeto e il golfo di Napoli che verso il Clanio e dunque il golfo di Gaeta.
Precisamente si colloca a nord delle colline dei Camaldoli, Capodimonte e Capodichino, a 2 km dal vallone San Rocco, dal fiume Bellaria e dal Bosco di Capodimonte.
Confina a nord con Frattamaggiore e Grumo Nevano; a ovest con Casandrino e Scampia, quartiere di Napoli; a sud con Casoria, Casavatore e Secondigliano.
Il territorio è in gran parte cementificato, restano poche tracce rurali e nessun corso d'acqua.

## Storia
L'origine del toponimo è controversa. Alcuni associano il nome Arzano ai tanti archi antichi presenti sul territorio. Per altri, come il Giustiniani, il toponimo deriva da Aer sano, aria sana. Altri ancora, invece, lo riconducono al nome di un antico possessore Artius a cui si aggiunge il suffisso -anus che indica appartenenza.
I primi documenti su Arzano riguardano atti di vendita di terreni. Il primo documento risale all'anno 937 d.C. durante l'impero di Costantino VII, detto il Porfirogenito:
Il secondo documento è dell'anno 1110 durante l'impero di Alessio, il terzo è del 1291, del periodo angioino e in cui Arzano viene chiamata con il nome Artianu.
Arzano nasce come territorio facente parte della Liburia (oggi Terra di Lavoro), attraversata dal fiume Clanio. Tra il VII e l'VIII secolo fu devastata dalle lotte interne tra i duchi di Napoli e il ducato longobardo di Capua e Benevento. Nel XII secolo fu assorbita nel Ducato di Napoli e restò, per la sua vicinanza al capoluogo, un casale demaniale godendo degli stessi privilegi fiscali. Nel XIII secolo iniziarono delle opere di bonifica, volute dagli angioini, nella zona del fiume Clanio. Di questo periodo è anche la facciata della chiesa dell'Annunziata (ancora visibile), laddove come in tutta l'Europa occidentale ci fu un grande fervore religioso, successivo alla scisma fra chiesa ortodossa e chiesa cattolica, ed essendosi affermato e rafforzato enormemente il potere della chiesa di Roma furono costruite, come su gran parte del territorio europeo, numerose chiese – prima ce ne erano solo nelle grandi città e la pratica religiosa non era così sentita – facendo capo al riaffermato e rafforzato potere cattolico.
Tuttavia nel XIV secolo Arzano fu travolta da una grave crisi demografica. Fu nel XVI secolo che i lavori di fertilizzazione del terreno ripresero grazie al viceré, il conte Lemos, che affidò il progetto all'architetto Giulio Cesare Fontana. Questo progetto prevedeva la creazione di una serie di canali, i Lagni, utilizzati dai cittadini per ammorbidire la canapa. Nel 1637 si rischiò di perdere il casale e di cederlo nelle mani del demanio regio, provocando proteste da parte dei cittadini. Purtroppo nel 1656 la popolazione si dimezzò a causa della peste.
La città era suddivisa in diversi casali, tra quelli storici vi sono: Piazza Chiesa, Parrocchiale, Mezzo Arzano, Pellegrino, Piazza Silvestro, Forno, Torre, Piazza Incensi, Piazza Caiazza, Piazza Nuova, Piazza dei Pettini, Piazza Sorgente, Casa Piscopo, Sardanetta, Piazza Arzaniello, Arzaniello, Centimmo, Vergini, Trevici, Casa Ruta, Lavinaro e All'Angelo.
Nel 1806 furono emanate le Leggi eversive della feudalità che decretarono la fine di tutti i privilegi feudali nel Regno di Napoli e l'inizio dell'Amministrazione comunale.
Dal 1813 al 1860, l'abitato di Arzano si concentrò sulla struttura urbana, ponendo l'attenzione su strade ed edifici pubblici e privati. Si racconta anche che prospiciente alla piazza principale sorgesse il palazzo di un nobile con titolo addirittura di principe, probabilmente residenza di campagna della vicina nobiltà cittadina. Con il periodo fascista (1922-1943) l'amministrazione, come per tutti gli altri comuni italiani, passò nelle mani di un podestà. Negli anni sessanta la città ha vissuto intensamente il boom economico nazionale, sviluppandosi industrialmente come poche altre in Campania, tanto da meritarsi l'appellativo con Casavatore e Casoria di "Brianza del sud" e triangolo industriale napoletano.
Nel 1990 Arzano divenne famoso per essere il comune in cui era ambientata la raccolta Io speriamo che me la cavo, scritta dal maestro Marcello D'Orta. Dopo la crisi economica del 2008 la ripresa, facendo il paragone al fervore industriale degli anni Sessanta e la grande abbondanza degli anni Ottanta, è uno degli obiettivi fondamentali della città.
Il comune di Arzano è stato nel corso degli ultimi quindici anni più volte sciolto e commissariato per infiltrazioni mafiose. L'ultimo commissariamento risale al 20 maggio 2019, quando, con un provvedimento del Consiglio dei Ministri, è stato rilevato "che, all’esito di approfonditi accertamenti, sono emerse forme di ingerenza da parte della criminalità organizzata che espongono il Consiglio comunale di Arzano (NA) alla compromissione del buon andamento dell’attività amministrativa". Il provvedimento deliberava pertanto "lo scioglimento per un periodo di 18 mesi, a norma dell'articolo 143 del decreto legislativo 18 agosto 2000, n. 267, affidandone la gestione a una Commissione straordinaria". Il commissario prefettizio ha successivamente ricevuto minacce di morte.
Dal 14 ottobre 2020 al 4 novembre 2020 la città di Arzano viene decretata zona rossa, dopo l'ordinanza della Regione Campania in seguito all'elevato numero di contagi da COVID-19 sul territorio. Con l'ausilio dell'Esercito Italiano, Polizia di Stato e Arma dei Carabinieri vengono disposti dei blocchi stradali, per contenere gli spostamenti sia in entrata che in uscita, nei vicini comuni confinanti.Arzano in coprifuoco

### Simboli
Lo stemma e il gonfalone sono stati concessi con DPR del 25 agosto 1953.
(Art. 4 c. 2 dello Statuto comunale)

## Monumenti e luoghi d'interesse

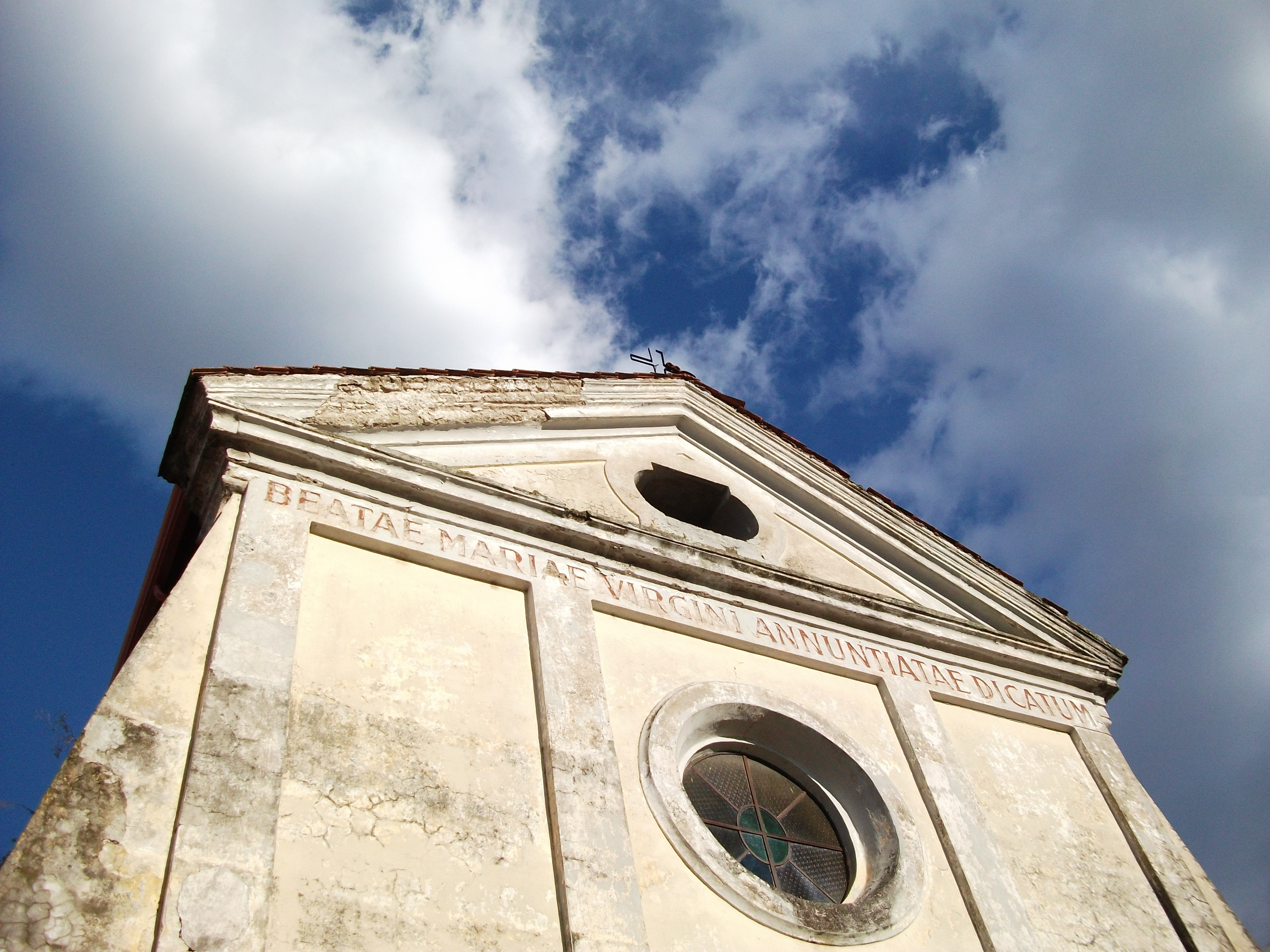
Chiesa della Santissima Annunziata

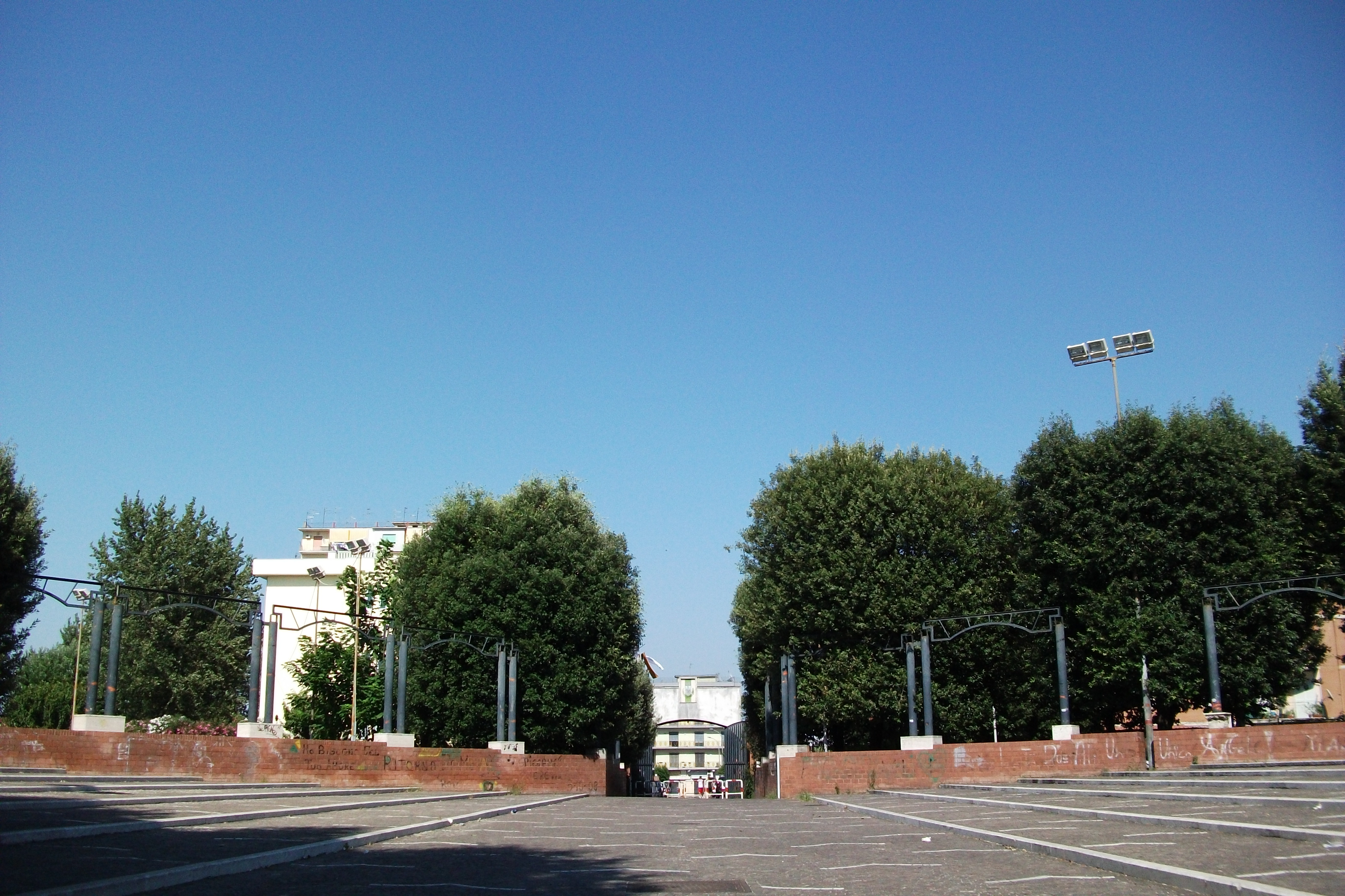
La Villa Comunale di Arzano, sede di manifestazioni ed eventi estivi

### Architetture religiose
- Parrocchia di Sant'Agrippino
- Campanile Seicentesco
- Chiesa della Santissima Annunziata (facciata del XIII secolo)
- Cappella di Santa Giustina (1858)
- Cappella della Confraternita del Rosario (1634)
- Cappella del Salvatore (XVII Secolo)
- Cappella della Madonna della Bruna (XI Secolo)
- Cappella di Santa Maria della Squillace (X secolo)
- Cappella di Santa Maria del Carmine
- Chiesa del Sacro Cuore Di Gesù
- Chiesa di Santa Maria Assunta in Cielo e San Ludovico da Casoria
- Chiesa del Cristo Redentore
- Chiesa dello Spirito Santo

### Architetture civili
- Torre dell'orologio
- Piazza Raffaele Cimmino
- Monumento al Milite Ignoto
- Casa di Vincenzo Tiberio
- Villa Comunale

### Archeologia
Durante i lavori di ristrutturazione e di scavo della chiesa di Santa Maria della Squillace da parte della soprintendenza ai beni archeologici di Napoli, sono state trovate delle strutture facenti parte di preesistenti templi di culto risalenti al periodo greco/romano, che testimoniano come quasi sempre gli edifici fossero riutilizzati nel tempo adeguandoli alle diverse divinità.
Nella zona tra le attuali via Luigi Rocco e corso Salvatore D'Amato, all'epoca della costruzione dello stabilimento dell'allora "Metaltecnica SPA" fu ritrovato un sepolcro di presumibile epoca italica, composto da una "lapide" ed all'interno dei vasetti, di cui uno metà "rosso pompeiano".

## Società

### Evoluzione demografica
Abitanti censiti

### Etnie e minoranze straniere
Al 1º gennaio 2022 i cittadini stranieri residenti ad Arzano erano 570, corrispondenti al 1,7% della popolazione. Le nazionalità maggiormente rappresentate erano:
1. Pakistan 124 0,3%
2. Ucraina 102 0,3%
3. Marocco 69 0,2%
4. Cina 46 0,1%
5. Bangladesh 37 0,1%

## Cultura
- Museo della cultura contadina e degli antichi mestieri. La sua realizzazione è stata resa possibile grazie alla generosità di un cittadino arzanese, che ha donato gli attrezzi della sua collezione privata. Il Museo si compone di vari oggetti attinenti all’attività contadina e ai mestieri più antichi, disposti per aree tematiche con lo scopo di rievocarne il percorso nella storia. Dal 2020 circa il museo è chiuso senza una data indicata per una possibile riapertura.
- Dal 2001 al 2007 nella Villa Comunale si è svolta la rassegna di cortometraggi "Arzano Humor Ciak" diventando un punto di riferimento nazionale per la realizzazione di corti cinematografici esclusivamente comici, ironici, e surreali.

## Economia
Vi sono stabilimenti di grandi gruppi industriali nel settore cartario, delle telecomunicazioni, metalmeccanico, tessile e calzaturiero. Arzano è principalmente un polo cartario, infatti vi sono numerosi scatolifici, cartotecniche di medie dimensioni e aziende specializzate nella lavorazione della carta, dall'uso igienico e sanitario a quello alimentare. Inoltre, in loco si trova l'unica cartiera presente sul territorio della città metropolitana di Napoli.
Tra le principali attività produttive del settore cartario, ricordiamo le attività della SEDA, società di imballaggi di rilievo multinazionale che ha espresso un presidente di Confindustria; oltre alla Cartiera Partenope e la Ecocart della famiglia Serrao e ad altre realtà del settore (scatolifici, cartotecniche ecc.). Un'unità produttiva della casa di prodotti micro elettronica STMicroelectronics e l'impresa tessile Kiton. Negli anni sessanta era definita la Brianza del Sud per le numerosissime aziende site nel suo territorio.
Nei primi anni del Novecento l'agricoltura si basava sulla coltivazione del lino e della canapa, che veniva utilizzata per la fabbricazione delle corde, come testimoniato dal simbolo che appare sul gonfalone ufficiale della città, canapa e lino.

## Infrastrutture e trasporti

### Strade
Il territorio del comune di Arzano è attraversato dall'Asse Mediano, strada a scorrimento veloce che unisce la strada statale 7 quater Via Domitiana nei pressi di Lago Patria e termina lungo l'Asse di Supporto Nola-Villa Literno.
L'altra arteria principale è la strada statale 87 Sannitica nuova, variante del vecchio tracciato riclassificato della Sannitica che attraversava i comuni dell'hinterland di Napoli.
L'attuale Corso Salvatore D'Amato si chiamava prima "Rettifilo al Bravo", e fa parte di un assetto viario di importante collegamento che da piazza Capodichino o dalla Strada statale 87 Sannitica in Napoli arriva fino a Frattamaggiore. I "bravi" erano una sorta di guardie del corpo e milizie più alte al soldo dei signorotti di un tempo e nelle zone di Villa Elisabetta (inizio della strada) vi è ancora una località con taverna "al bravo".

### Mobilità urbana
Arzano è collegata con la contigua area urbana di Napoli e comuni limitrofi mediante autoservizi pubblici gestiti dall'EAV, subentrata nella gestione delle autolinee ex CTP, municipalizzata entrata in fallimento che ha svolto servizio per l'area atellana, aversana, giuglianese e flegrea con varie difficoltà e interruzioni fino al 2021.
Il territorio è delimitato a sud e ovest dalla circumvallazione, a nord dall'asse mediano e a est dalla linea ferroviaria Napoli-Aversa-Villa Literno che tuttavia non prevede fermata ad Arzano. Questo crea difficoltà nella mobilità ciclopedonale e nei collegamenti con comuni limitrofi.
I servizi ferroviari più vicini sono la stazione FS di Casoria-Afragola, la stazione FS di Frattamaggiore e la stazione Scampia-Piscinola della metropolitana di Napoli e della cosiddetta metropolitana di Aversa.
Fra il 1882 e il 1959 la località era servita da una stazione della tranvia Napoli-Aversa/Giugliano, gestita dalla Société Anonyme des Tramways Provinciaux (SATP).

## Amministrazione
Elevata a "città" dal Presidente della Repubblica Carlo Azeglio Ciampi nel 2004.
Di seguito è presentata una tabella relativa alle amministrazioni che si sono succedute in questo comune.
| Periodo           | Periodo           | Primo cittadino           | Partito                                 | Carica                                | Note          |
| ----------------- | ----------------- | ------------------------- | --------------------------------------- | ------------------------------------- | ------------- |
| 19 luglio 1988    | 12 giugno 1990    | Domenico De Rosa          | Partito Socialista Italiano             | Sindaco                               | [ 21 ]        |
| 13 giugno 1990    | 27 luglio 1990    | Carmine Bianco            |                                         | Vicesindaco f.f.                      | [ 22 ]        |
| 27 luglio 1990    | 23 giugno 1992    | Carmine Bianco            | Democrazia Cristiana                    | Sindaco                               | [ 23 ]        |
| 24 giugno 1992    | 30 luglio 1992    | Carmine Bianco            |                                         | Vicesindaco f.f.                      | [ 22 ]        |
| 30 luglio 1992    | 21 giugno 1993    | Antonio Caiazza           | Partito Socialista Democratico Italiano | Sindaco                               | [ 24 ]        |
| 21 giugno 1993    | 12 maggio 1997    | Michele Vitagliano        | Lista civica indipendente               | Sindaco                               | [ 25 ]        |
| 12 maggio 1997    | 10 settembre 1999 | Ageo Piscopo              | Lista civica indipendente               | Sindaco                               | [ 26 ]        |
| 11 settembre 1999 | 27 settembre 1999 | Salvatore Greco           |                                         | Vicesindaco f.f.                      | [ 27 ]        |
| 28 settembre 1999 | 14 aprile 2000    | Rosanna Sergio            |                                         | Commissario prefettizio/straordinario | [ 29 ]        |
| 1º maggio 2000    | 19 aprile 2005    | Nicola De Mare            | Liste civiche di centro-sinistra        | Sindaco                               | [ 30 ]        |
| 19 aprile 2005    | 5 marzo 2008      | Nicola De Mare            | Liste civiche di centro-sinistra        | Sindaco                               | [ 31 ]        |
| 6 marzo 2008      | 30 marzo 2010     | Roberto Ferracci          |                                         | Commissario straordinario             | [ 29 ]        |
| 6 marzo 2008      | 30 marzo 2010     | Raffaele Barbato          |                                         | Commissario straordinario             | [ 29 ]        |
| 6 marzo 2008      | 30 marzo 2010     | Riccardo Ubaldi           |                                         | Commissario straordinario             | [ 29 ]        |
| 30 marzo 2010     | 18 marzo 2014     | Giuseppe Antonio Fuschino | Il Popolo della Libertà                 | Sindaco                               | [ 32 ]        |
| 19 marzo 2014     | 29 aprile 2015    | Maria Santorufo           |                                         | Commissario prefettizio/straordinario | [ 29 ]        |
| 29 aprile 2015    | 28 giugno 2017    | Umberto Cimmino           |                                         | Commissario straordinario             | [ 29 ]        |
| 29 aprile 2015    | 28 giugno 2017    | Savina Macchiarella       |                                         | Commissario straordinario             | [ 29 ]        |
| 29 aprile 2015    | 28 giugno 2017    | Cinzia Picucci            |                                         | Commissario straordinario             | [ 29 ]        |
| 28 giugno 2017    | 22 febbraio 2019  | Fiorella Esposito         | Democrazia e Autonomia                  | Sindaco                               | [ 34 ]        |
| 23 febbraio 2019  | 11 ottobre 2021   | Maria Pia De Rosa         |                                         | Commissario prefettizio/straordinario | [ 29 ] [ 29 ] |
| 22 maggio 2019    | 11 ottobre 2021   | Gabriella D'Orso          |                                         | Commissario straordinario             | [ 29 ]        |
| 22 maggio 2019    | 11 ottobre 2021   | Rosa Valentino            |                                         | Commissario straordinario             | [ 29 ]        |
| 11 ottobre 2021   | in carica         | Vincenza Aruta            | Le Nuove Generazioni, Moderati, M5S, PD | Sindaco                               | [ 36 ]        |

### Gemellaggi
Arzano è gemellata con l'omonimo paese francese, Arzano e dal 19 ottobre 2006 con la cittadina francese di Cléguer.
(Un "redattore" di Io speriamo che me la cavo sul gemellaggio della città con l'omonimo comune francese)
- Arzano
- Cléguer

## Sport
- La squadra di calcio di Arzano è l'Unione Sportiva Arzanese 1924. Ha disputato diversi campionati professionistici, in particolare nel 2011-2012 e nel 2012-2013 ha disputato il campionato di Lega Pro Seconda Divisione, ex serie C2.
- La squadra femminile di pallavolo Arzano Volley nella stagione 2005/2006 ha disputato il campionato di Serie A1 nazion Attualmente disputa il campionato nazionale di serie B1. Nella stagione 2022/23 la squadra ha disputato i play-off per la promozione in serie A/2.
- Arzano – militava nella serie C2 Campana[senza fonte]
- A.S.D Basket Arzano – milita nella serie "C" femminile Campania[37]
- Enjoy Basket Arzanese - milita nella promozione Campana[38]

Asd Sporting Arzano è la scuola calcio della città , è stata riconosciuta Élite nel 2021, ha vinto la Coppa Campania Under 15 nel 2024.

### Impianti sportivi
- Stadio comunale "Sabatino De Rosa".
- Palazzetto “Domenico Rea”.